# Màlixi
Màlixi (en rus: Малыши) és un poble del krai de Perm, a Rússia, que en el cens del 2010 tenia 143 habitants.